# Taricha
Taricha är ett släkte av groddjur som ingår i familjen salamandrar.
Dessa salamandrar förekommer i västra Nordamerika vid Stilla havet från Alaska till halvön Baja California (Mexiko). Arterna har vanligen grov hud men under parningstiden har hannar mjuk hud och en avplattad svans. Exemplaren är mer dagaktiva än andra salamandrar. Släktets medlemmar har giftkörtlar och giftet kan döda stora däggdjur inklusive människan. Giftet är endast skadligt när det upptas med munnen. För personer som hade ett exemplar i handen rekommenderas att händerna tvätts. Arternas undersida har ofta en påfallande varningsfärg.
Individerna vandrar under våren till vattenansamlingar för parningen. När flera hannar vill para sig med en hona bildar individerna en boll. Ynglen avslutar sin metamorfos under första eller andra sommaren. Vilande exemplar gömmer sig under stenar, i bergssprickor, under träbitar eller i bon av andra djur.
Arter enligt Catalogue of Life:
- Taricha granulosa
- Taricha rivularis
- Taricha sierrae
- Taricha torosa

IUCN listar Taricha rivularis som sårbar (VU), Taricha torosa som nära hotad (NT) och de andra två som livskraftiga (LC).